# Slowaaks voetbalelftal in 2007
Het Slowaaks voetbalelftal speelde elf interlands in het jaar 2007, waaronder acht duels in de kwalificatiereeks voor het EK voetbal 2008 in Oostenrijk en Zwitserland. De selectie stond onder leiding van bondscoach Ján Kocian, de opvolger van de eind 2006 opgestapte Dušan Galis. Op de in 1993 geïntroduceerde FIFA-wereldranglijst zakte Slowakije in 2007 van de 37ste (januari 2007) naar de 53ste plaats (december 2007).

## Balans
| Wedstrijden | Wedstrijden | Wedstrijden | Wedstrijden | Doelpunten | Doelpunten | Doelpunten | Punten |
| Gespeeld    | Winst       | Gelijk      | Verlies     | Voor       | Tegen      | Saldo      | Punten |
| ----------- | ----------- | ----------- | ----------- | ---------- | ---------- | ---------- | ------ |
| 11          | 3           | 2           | 6           | 23         | 20         | +3         | 0.727  |

## Interlands
|                                                                 |                                                 |       |                                     | |
| 7 februari Vriendschappelijk № 158 «onderlinge duels» 20:30 uur | Polen                                           | 2 – 2 | Slowakije                           | Estadio Municipal de Chapín, Jerez Toeschouwers: 200 Scheidsrechter: Juan Antonio Perdigones (ESP) |
| 7 februari Vriendschappelijk № 158 «onderlinge duels» 20:30 uur | Michał Żewłakow 48' (pen) Radosław Matusiak 79' |       | 1' Martin Jakubko 45' Martin Škrteľ | Estadio Municipal de Chapín, Jerez Toeschouwers: 200 Scheidsrechter: Juan Antonio Perdigones (ESP) |

|                                                             |                          |       |                                                        |                                                                              |
| 24 maart EK-kwalificatie № 159 «onderlinge duels» 19:00 uur | Cyprus                   | 1 – 3 | Slowakije                                              | GSP Stadion, Nicosia Toeschouwers: 2.696 Scheidsrechter: Gerald Lehner (AUT) |
| 24 maart EK-kwalificatie № 159 «onderlinge duels» 19:00 uur | Eustathios Aloneftis 45' |       | 54' Róbert Vittek 67' Martin Škrtel 77' Martin Jakubko | GSP Stadion, Nicosia Toeschouwers: 2.696 Scheidsrechter: Gerald Lehner (AUT) |

|                                                             |                 |       |           |                                                                              |
| 28 maart EK-kwalificatie № 160 «onderlinge duels» 19:30 uur | Ierland         | 1 – 0 | Slowakije | Croke Park, Dublin Toeschouwers: 71.297 Scheidsrechter: Yuriy Baskakov (RUS) |
| 28 maart EK-kwalificatie № 160 «onderlinge duels» 19:30 uur | Kevin Doyle 12' |       |           | Croke Park, Dublin Toeschouwers: 71.297 Scheidsrechter: Yuriy Baskakov (RUS) |

|                                                           |                                               |       |                                |                                                                                    |
| 6 juni EK-kwalificatie № 161 «onderlinge duels» 20:30 uur | Duitsland                                     | 2 – 1 | Slowakije                      | AOL Arena, Hamburg Toeschouwers: 51.500 Scheidsrechter: Olegário Benquerença (POR) |
| 6 juni EK-kwalificatie № 161 «onderlinge duels» 20:30 uur | Ján Ďurica 10' (e.d.) Thomas Hitzlsperger 43' |       | 20' (e.d.) Christoph Metzelder | AOL Arena, Hamburg Toeschouwers: 51.500 Scheidsrechter: Olegário Benquerença (POR) |

|                                                                  |           |                   |           |                                                                                             |
| 22 augustus Vriendschappelijk № 162 «onderlinge duels» 20:00 uur | Slowakije | 0 – 1             | Frankrijk | Štadión Antona Malatinského, Trnava Toeschouwers: 13.164 Scheidsrechter: Igor Jegorov (RUS) |
| 22 augustus Vriendschappelijk № 162 «onderlinge duels» 20:00 uur |           | 38' Thierry Henry |           | Štadión Antona Malatinského, Trnava Toeschouwers: 13.164 Scheidsrechter: Igor Jegorov (RUS) |

|                                                                |                                   |       |                                    |                                                                                    |
| 8 september EK-kwalificatie № 163 «onderlinge duels» 20:30 uur | Slowakije                         | 2 – 2 | Ierland                            | Tehelné pole, Bratislava Toeschouwers: 12.360 Scheidsrechter: Stefano Farina (ITA) |
| 8 september EK-kwalificatie № 163 «onderlinge duels» 20:30 uur | Maroš Klimpl 37' Marek Čech 90+2' |       | 7' Stephen Ireland 57' Kevin Doyle | Tehelné pole, Bratislava Toeschouwers: 12.360 Scheidsrechter: Stefano Farina (ITA) |

|                                                                 |                                   |       |                                                                                                |                                                                                               |
| 12 september EK-kwalificatie № 164 «onderlinge duels» 17:30 uur | Slowakije                         | 2 – 5 | Wales                                                                                          | Štadión Antona Malatinského, Trnava Toeschouwers: 5.486 Scheidsrechter: Laurent Duhamel (FRA) |
| 12 september EK-kwalificatie № 164 «onderlinge duels» 17:30 uur | Marek Mintál 12' Marek Mintál 57' |       | 22' Freddy Eastwood 34' Craig Bellamy 41' Craig Bellamy 78' (e.d.) Ján Ďurica 90' Simon Davies | Štadión Antona Malatinského, Trnava Toeschouwers: 5.486 Scheidsrechter: Laurent Duhamel (FRA) |

|                                                               | |       |            |                                                                                       |
| 13 oktober EK-kwalificatie № 165 «onderlinge duels» 15:00 uur | Slowakije | 7 – 0 | San Marino | Športová Hala, Dubnica nad Váhom Toeschouwers: 2.576 Scheidsrechter: Luc Wilmes (LUX) |
| 13 oktober EK-kwalificatie № 165 «onderlinge duels» 15:00 uur | Marek Hamšík 25' Stanislav Šesták 32' Marek Sapara 37' Martin Škrtel 52' Filip Hološko 54' Stanislav Šesták 57' Ján Ďurica 76' (pen.) |       |            | Športová Hala, Dubnica nad Váhom Toeschouwers: 2.576 Scheidsrechter: Luc Wilmes (LUX) |

|                                                                 |                                                    |       |           |                                                                                         |
| 16 oktober Vriendschappelijk № 166 «onderlinge duels» 17:30 uur | Kroatië                                            | 3 – 0 | Slowakije | Stadion na Kantridi, Rijeka Toeschouwers: 6.000 Scheidsrechter: Jérôme Laperrière (SUI) |
| 16 oktober Vriendschappelijk № 166 «onderlinge duels» 17:30 uur | Ivica Olić 45' Ognjen Vukojević 48' Ivica Olić 69' |       |           | Stadion na Kantridi, Rijeka Toeschouwers: 6.000 Scheidsrechter: Jérôme Laperrière (SUI) |

|                                                                |                                                      |       |                          |                                                                         |
| 17 november EK-kwalificatie № 167 «onderlinge duels» 20:30 uur | Tsjechië                                             | 3 – 1 | Slowakije                | AXA Arena, Praag Toeschouwers: 15.651 Scheidsrechter: Tony Asumaa (FIN) |
| 17 november EK-kwalificatie № 167 «onderlinge duels» 20:30 uur | Zdeněk Grygera 13' Marek Kulič 76' Tomáš Rosický 83' |       | 79' (e.d.) Michal Kadlec | AXA Arena, Praag Toeschouwers: 15.651 Scheidsrechter: Tony Asumaa (FIN) |

|                                                                |            |                                                                                       |           |                                                                                     |
| 21 november EK-kwalificatie № 168 «onderlinge duels» 20:30 uur | San Marino | 0 – 5                                                                                 | Slowakije | Stadio Olimpico, Serravalle Toeschouwers: 500 Scheidsrechter: Andrejs Sipailo (LVA) |
| 21 november EK-kwalificatie № 168 «onderlinge duels» 20:30 uur |            | 42' Ľubomír Michalík 51' Filip Hološko 53' Marek Hamšík 57' Marek Čech 83' Marek Čech |           | Stadio Olimpico, Serravalle Toeschouwers: 500 Scheidsrechter: Andrejs Sipailo (LVA) |

## FIFA-wereldranglijst
| JAN | FEB | MAR | APR | MEI | JUN | JUL | AUG | SEP | OKT | NOV | DEC |
| --- | --- | --- | --- | --- | --- | --- | --- | --- | --- | --- | --- |
| 37  | 33  | 37  | 36  | 37  | 40  | 38  | 39  | 46  | 50  | 50  | 53  |

## Statistieken
| Kamil Čontofalský | 1978-06-03 | FK Zenit Sint-Petersburg | 6 | 0 | 0 | 34 | 0  |
| Štefan Senecký    | 1980-01-06 | Ankaraspor AŞ            | 4 | 0 | 0 | 4  | 0  |
| Ľuboš Hajdúch     | 1980-03-06 | MFK Ružomberok           | 1 | 0 | 0 | 5  | 0  |
| Dušan Kuciak      | 1985-05-21 | MŠK Žilina               | 0 | 1 | 0 | 2  | 0  |
| Verdediging       |            |                          |   |   |   |    |    |
| Ján Ďurica        | 1981-11-10 | FK Satoern               | 7 | 1 | 1 | 22 | 1  |
| Marek Čech        | 1983-01-26 | FC Porto                 | 7 | 0 | 3 | 23 | 3  |
| Martin Škrtel     | 1984-12-15 | FK Zenit Sint-Petersburg | 7 | 0 | 3 | 22 | 4  |
| Matej Krajčík     | 1978-03-19 | Slavia Praag             | 7 | 0 | 0 | 13 | 0  |
| Maroš Klimpl      | 1980-07-04 | FC Midtjylland           | 5 | 1 | 1 | 19 | 1  |
| Vratislav Greško  | 1977-07-24 | Bayer 04 Leverkusen      | 5 | 0 | 0 | 34 | 2  |
| Balázs Borbély    | 1979-10-02 | Politehnica Timișoara    | 4 | 0 | 0 | 10 | 0  |
| Peter Šinglár     | 1979-07-24 | Slovan Liberec           | 4 | 0 | 0 | 5  | 0  |
| Ľubomír Michalík  | 1983-08-13 | Leeds United             | 2 | 1 | 1 | 3  | 2  |
| Peter Petráš      | 1979-05-07 | FK Satoern               | 2 | 1 | 0 | 7  | 0  |
| Ottó Szabó        | 1981-03-01 | Slovan Bratislava        | 1 | 2 | 0 | 3  | 0  |
| Miloš Brezinský   | 1984-04-02 | Politehnica Timișoara    | 1 | 1 | 0 | 2  | 0  |
| Marián Had        | 1982-09-16 | Sporting Lissabon        | 1 | 0 | 0 | 14 | 0  |
| Tomáš Hubočan     | 1985-09-17 | MŠK Žilina               | 1 | 0 | 0 | 2  | 0  |
| Middenveld        |            |                          |   |   |   |    |    |
| Marek Hamšík      | 1987-07-27 | SSC Napoli               | 8 | 1 | 2 | 9  | 2  |
| Marek Sapara      | 1982-07-31 | Rosenborg                | 8 | 0 | 1 | 12 | 2  |
| Marek Mintál      | 1977-09-02 | 1. FC Nürnberg           | 4 | 0 | 2 | 37 | 13 |
| Dušan Švento      | 1985-08-01 | Slavia Praag             | 4 | 0 | 0 | 10 | 1  |
| Ján Kozák         | 1980-04-24 | Artmedia Petržalka       | 3 | 2 | 0 | 9  | 0  |
| Zdeno Štrba       | 1976-06-09 | MŠK Žilina               | 3 | 2 | 0 | 7  | 0  |
| Igor Žofčák       | 1983-04-10 | FK Jablonec              | 2 | 4 | 0 | 7  | 0  |
| Karol Kisel       | 1977-03-15 | Sparta Praag             | 2 | 0 | 0 | 25 | 1  |
| Blažej Vaščák     | 1983-11-21 | AC Cesena                | 1 | 1 | 0 | 2  | 0  |
| Branislav Obžera  | 1981-08-29 | Artmedia Petržalka       | 0 | 2 | 0 | 2  | 0  |
| Peter Grajciar    | 1983-09-17 | FC Nitra                 | 0 | 1 | 0 | 1  | 0  |
| Róbert Jež        | 1981-07-10 | MŠK Žilina               | 0 | 1 | 0 | 1  | 0  |
| Samuel Slovák     | 1975-10-17 | Slovan Bratislava        | 0 | 1 | 0 | 20 | 0  |
| Aanval            |            |                          |   |   |   |    |    |
| Filip Hološko     | 1984-01-17 | Beşiktaş                 | 6 | 4 | 2 | 24 | 4  |
| Stanislav Šesták  | 1982-12-16 | VfL Bochum               | 5 | 0 | 1 | 12 | 1  |
| Róbert Vittek     | 1982-04-01 | 1. FC Nürnberg           | 5 | 0 | 1 | 48 | 15 |
| Martin Jakubko    | 1980-02-26 | FK Satoern-2             | 3 | 0 | 2 | 11 | 2  |
| Andrej Hesek      | 1981-06-12 | FK Teplice               | 1 | 1 | 0 | 2  | 0  |
| Filip Šebo        | 1984-02-24 | Valenciennes FC          | 0 | 4 | 0 | 7  | 5  |
| Juraj Halenár     | 1983-06-28 | Artmedia Petržalka       | 0 | 2 | 0 | 2  | 0  |
| Tomáš Oravec      | 1980-07-03 | Artmedia Petržalka       | 0 | 1 | 0 | 8  | 3  |